# Suzuki GSR 600
Die Suzuki GSR 600 ist ein Straßenmotorrad des japanischen Herstellers Suzuki, das seit Anfang 2006 verkauft wird. Seit Modelljahr 2007 ist die GSR mit ABS ausgestattet. Einen Großen Bruder erhielt die GSR in Form der Suzuki B-King im Sommer 2007. Zum Jahr 2011 wurde sie abgelöst von der GSR 750.

## Modellgeschichte

### Baujahr 2006 (Modellbezeichnung GSR600 K6)
Im Jahr 2006 wird die Suzuki GSR 600 (Werksbezeichnung: WVB9) in den Markt eingeführt. Der Motor ist ursprünglich aus der GSX-R 600 K5  und wurde für die GSR600 modifiziert. 
Mit 380 verkauften Einheiten belegt die GSR-600 Platz 4 der Österreichischen Zulassungsstatistik 2006 (+126 cm3) und war somit das bestverkaufte Naked Bike in diesem Jahr. Verfügbare Farben: Matt Schwarz (YKV), Grau (YHG), Blau (YKZ), Rot (YHH)

### Baujahr 2007 (Modellbezeichnung GSR600AK7 oder K7)
Die GSR wird um ABS erweitert und in GSR 600/A umbenannt. 
Verfügbare Farben: Matt Schwarz (YKV), Silber (YD8), Blau (YBA), Rot (YHL).

### Baujahr 2008 (Modellbezeichnung GSR600AK8 oder K8)
Neuerungen im Modelljahr 2008 sind der serienmäßige Windschild, die geänderten Rückspiegel und die schwarzen Auspuffblenden. Verfügbare Farben: Schwarz (YAY), Silber (YMD), Blau (YBA), Anthrazit (YLF), Orange (YME).

### Baujahr 2009 (Modellbezeichnung GSR600AK9 oder K9)
Im Modelljahr 2009 sind der serienmäßige Windschild, die geänderten Rückspiegel und die schwarzen Auspuffblenden gleichbleibend. Verfügbare Farben: Schwarz (YAY), Silber (YMD), Blau (YBA), Anthrazit (YLF).

### Baujahr 2010 (Modellbezeichnung GSR600A AL0)
Keine Neuerungen im Modelljahr 2010. Verfügbare Farben: Schwarz (YAY), Silber (YMD), Anthrazit (YLF), Weiß (YPA). Bei der Farbe Weiß wurden in Anlehnung an 25 Jahre Suzuki die Felgen Gold lackiert.

## Bekannte Schwachstellen
- Es sind erhöhte Lastwechselreaktionen zu verzeichnen
- Die Klettpads der Sattelbank verweigern oft ihre Funktion
- Die Heftklammern der Sitzbank scheuern unter Umständen am Lack, auf dem die Bank aufliegt. Diese kahlgescheuerten Stellen können rosten.
- Die Führung des Kupplungsseiles gehört ein bisschen nach hinten gebogen, da dieses sonst quietscht und außerdem aufscheuern kann.
- Manche Modelle, quer durch die Produktionsjahre 2006 bis wohl auch 2008, neigen dazu, gelegentlich beim Auskuppeln auszugehen. Erst seit September 2008 ist das der Suzuki-Deutschland-Vertretung in dieser Tragweite bekannt und für Mitte Oktober soll Abhilfe gesucht werden. Das plötzliche Absterben des Motors beim Auskuppeln ist nicht ungefährlich und verdient Beachtung. Hierzu wurde nun von offizieller Seite eine Lösung des Problems nach öffentlichem Druck von empörten Fahrzeugbesitzern gefunden. Weitere Informationen sind auf der Selbsthilfeseite einzusehen.
- Die Erstbereifung Bridgestone BT014 ist nicht die beste Entscheidung, der BT014 rutscht ohne Ankündigung. Vielfach wird auf Michelin Pilot-Power gewechselt.